# Leerlinggebonden financiering
Leerlinggebonden financiering (vroeger het rugzakje genoemd) is in Nederland een vorm van hulpverlening, bedoeld voor bepaalde cursisten in het basis- en voortgezet onderwijs. Sinds enige tijd is de regeling Leerlinggebonden Financiering (LGF) ook van toepassing in het MBO.  

Er is dan extra geld beschikbaar om leerlingen met een handicap hulp aan te bieden.  Met behulp van dat extra geld kunnen zij in het regulier onderwijs worden geplaatst. De school kan dan extra zorg inhuren voor deze leerlingen. 
Het gaat dan bijvoorbeeld om leerlingen die doof, blind, autistisch of zeer moeilijk lerend zijn en voor leerlingen met gedragsstoornissen. Voor het basisonderwijs betekent dit dat het geld gaat naar het samenwerkingsverband passend onderwijs waar de basisschool deel van uitmaakt. Hier wordt in overleg met de school bepaald hoe de hulp aan de leerling gegeven kan worden en welke hulpiddelen daarvoor nodig zijn.

## Achtergrond
Nederland heeft een lange traditie van speciaal onderwijs. De eerste school voor dovenonderwijs, het Henri Daniel Guyot Instituut dateert al uit de achttiende eeuw. Sindsdien was er een ontwikkeling waarbij voor kinderen die vanwege een beperking extra zorg nodig hadden aparte scholen werden gesticht, die de beperking van het kind centraal stelden. Er ontstond een uitgebreid netwerk van scholen voor dove, blinde kinderen en kinderen met leer- en gedragsproblemen. Binnen dat systeem was er optimale aandacht voor de eisen die de beperking van het kind aan het onderwijs stelde.
De kwaliteit van het speciale onderwijs zorgde echter ook voor een aanzuigende werking. Met name vanuit het basisonderwijs was er sprake van een bijna oncontroleerbare groei van het speciaal onderwijs, dat toen nog werd aangeduid als buitengewoon onderwijs. Die groei was niet alleen kwantitatief, maar ook kwalitatief. Waar oorspronkelijk alleen onderwijs voor dove, later ook voor blinde kinderen was ontstond een heel gebouw voor onderwijs aan moeilijk lerende kinderen (MLK-onderwijs en zeer moeilijk lerende kinderen (ZMLK-scholen), aan kinderen met leer- en opvoedingsproblemen (LOM-scholen), en kinderen met zware leer- en opvoedingsproblemen (ZMOK-scholen). 
Het speciaal onderwijs werd door die groei steeds duurder. Daarnaast was er bij ouders van kinderen met een beperking een groeiend besef van de vraag of speciaal onderwijs naast de voordelen niet ook nadelen had. Naast het stigma dat speciaal onderwijs in hun ogen opleverde vroegen zij zich ook af of het speciaal onderwijs hun kinderen wel genoeg uitdaging bood. Met name een organisatie als de Stichting Downsyndroom (SDS) stelde dat dilemma aan de orde. Onderwijs diende niet uit te gaan van de beperking van het kind, maar de mogelijkheden van het kind centraal te stellen. Die mogelijkheden kwamen binnen het speciaal onderwijs onvoldoende tot hun recht, reden waarom de SDS pleitte voor het zo veel mogelijk toelaten van kinderen met Downsyndroom tot het regulier onderwijs.

### Weer samen naar school
De groei van het speciaal onderwijs werd ook binnen het ministerie als (financieel) probleem onderkend. Een eerste oplossing zag Den Haag in het Weer samen naar school concept, waarbij reguliere basisscholen en scholen voor speciaal onderwijs moesten gaan samenwerken in samenwerkingsverbanden. Binnen een samenwerkingsverband moest eerst een oplossing gevonden worden waarbij het kind met extra zorg vanuit het verband op zijn eigen, reguliere, basisschool zou kunnen blijven. Pas als vastgesteld was dat die extra zorg niet toereikend was, zou plaatsing in het speciaal onderwijs aan de orde kunnen komen.